# تيفلون (لقب)
التيفلون هو لقب يطلق على الأشخاص (خاصة في مجال السياسة) الذين لا يمكن للانتقادات السلبية أن تشوه سمعتهم، أو أن «تلتصق» بها. المصطلح يرجع أصله إلى التيفلون، العلامة التجارية لمادة كيميائية (مسجلة لشركة دو بونت) تتميز بأنها مضادة للالتصاق وتستعمل في أدوات الطبخ.

## الاستخدامات
- استعمل اللقب لأول مرة للإشارة إلى الرئيس الأمريكي رونالد ريغان، الذي أصبح يعرف بـ «الرئيس التيفلون».[1] قامت بصياغة اللقب نائبة الكونجرس السابقة باتريشا شرودر أثناء طبخ البيض في مقلاة تيفلون، حيث خطر لها أن الفضائح التي كانت تحيط برئاسة ريغان لم تكن تؤثر أبدا على شعبيته بين الناس.[2] تم إطلاق اللقب على ساسة آخرين لاحقا، أبرزهم كان بيل كلينتون.
- تم إطلاق لقب «الدون التيفلون» على زعيم المافيا جون غوتي، الذي استطاع تلافي الاتهامات والإدانة الجنائية لأكثر من عقد رغم كونه زعيما مشهورا لعائلة جريمة منظمة في نيويورك.[3]
- غالبا ما كان يلقب رئيس الوزراء البريطاني السابق توني بلير بلقب «توني التيفلون» في الصحافة.[4]
- ذكر بن كاسبيت، مراسل صحيفة معاريف الإسرائيلية اليومية، أن رئيس الوزارء الإسرائيلي أرئيل شارون "يجر معه في كل مكان قائمة ضعيفة من الإنجازات، لكن الإخفاقات لا تلتصق به" والد الأمة والتيفلون الذي لا مثيل له، يمشي بهدوء إلى فترته الرئاسية الثانية. من كان يصدق هذا؟"..[5]
- غالبا ما كان يشار إلى رالف كلاين، حاكم المقاطعة الكندية ألبرتا على أنه «الحاكم التيفلون».[6]
- تم إطلاق اسم «التيشخ التيفلون» (التيشخ: الاسم الذي يطلق على رئيس وزارء أيرلندا) على التيشخ بيرتي أهرن الذي لم تستطع فضيحة بعد الأخرى في التأثير عليه،[7] حتى أجبر على الاستقالة في 2008.
- «جوني التيفلون» أطلق على رئيس الوزارء الأسترالي جون هوارد. تم وصف سياسيين أستراليين آخرين بأنهم «مطليون بالتيفلون» مثل: حاكم ولاية كوينزلاند الأسترالية السير جوهانيس جيلك-باتيرسون، ورئيس الوزراء بول كيتنغ.
- أطلق لقب «القائد التيفلون» على رئيس الوزراء الروسي فلاديمير بوتين رغم أن الأزمة المالية الروسية لعام 2008 كان لها بعض التأثير على صورته بين العامة.[8]
- حصل بطل الفئة الأولى وبطل العالم في سباق السيارات فيرناندو ألونزو على لقب «تيفلونزو» بعد تبرئته من التورط في فضيحة الرينولت اف-1.
- تم إطلاق التشبيه على رئيس جمهورية الصين ما يينغ جيو، الذي بدا لا مباليا بالانتقادات والفضائح والإخفاقات المتكررة المحيطة به. ورغم أن العلامة التجارية «تفلون» غير مستعملة بين الناطقين بالصينية، إلا أن الصينيين يطلقون على ما يينغ جيو لقبا آخر «بو زان جو» وهو الاسم الذي يطلق على المقلاة المطلية بالتيفلون في الصين.
- أطلق مدونون مختصون بالتلفزيون لقب «تيفلون تيم» على متسابق أمريكان آيدول تيم آربن الذي استطاع البقاء لعدة جولات رغم الانتقادات المستمرة والقوية من الحكام.
- «تيفلون تشارلي» هو اسم مستخدم في هندسة البرمجيات للإشارة إلى الشخص الذي لا يمكن أن يلتزم بمهمة أو مسئولية ما. غالبا ما يوجد هذا الشخص في القيادات العليا من المؤسسة.
- كشفت وثائق دبلوماسية مسربة أن موظفي السفارة الأمريكية في برلين كانوا يسمون المستشارة الألمانية أنغيلا ميركل باسم أنجيلا تيفلون ميركل لأن الانتقادات لم تكن تلتصق بها.[9]